# 국기에 관한 법률
국기에 대한 법률이 따로 제정된 대표적인 국가로는 국기 존중국(國旗尊重國)인 미국이 있다. 국제연합기 규정도 미국의 법률을 기초로 하여 제정되었다. 일본과 조선민주주의인민공화국도 국기법이 있다.
대한민국에서는 대한민국 국기에 관한 규정을 대통령령으로 정하고 있으며 형사처벌법 제109조에서 '외국을 모욕할 목적으로 그 나라의 공용(公用)에 공(供)하는 국기 또는 국장(國章)을 손상, 제거 또는 오욕(汚辱)한 자는 2년 이하의 징역 또는 60만 원 이하의 벌금에 처한다'라고 규정하여 타국의 국기에 대해서도 국기로서의 존중할 것을 입법화하고 있다.